# Élections régionales de 2000 dans les Açores
Les élections régionales de 2000 (en portugais : Eleições legislativas regionais nos Açores em 2000) se sont tenues le 15 octobre 2000 dans les Açores afin d'élire les 52 députés de l'Assemblée législative.

## Résultats
| Partis                   | Partis                                | Voix    | %     | Sièges | +/-           |
| ------------------------ | ------------------------------------- | ------- | ----- | ------ | ------------- |
|                          | Parti socialiste (PS)                 | 49 438  | 49,20 | 30     | 6             |
|                          | Parti social-démocrate (PPD/PSD)      | 32 642  | 32,48 | 18     | 6             |
|                          | CDS – Parti populaire (CDS-PP)        | 9 605   | 9,56  | 2      | 1             |
|                          | Coalition démocratique unitaire (CDU) | 4 856   | 4,83  | 2      | 1             |
|                          | Bloc de gauche (BE)                   | 1 387   | 1,38  | 0      | Nv.           |
|                          | PPM-PDA                               | 799     | 0,80  | 0      | en stagnation |
|                          | Votes blancs                          | 895     | 0,89  |        |               |
|                          | Votes nuls                            | 862     | 0,86  |        |               |
|                          |                                       |         |       |        |               |
| Total                    | Total                                 | 100 484 | 100   | 52     | en stagnation |
| Abstentions              | Abstentions                           | 88 059  | 46,70 |        |               |
| Inscrits / participation | Inscrits / participation              | 188 543 | 53,30 |        |               |